# 도네 잇세이
도네 잇세이(일본어: 戸根 一誓, 1996년 5월 22일~)는 일본의 축구 선수이다.

## 구단 경력
그는 2019년 J3리그의 카탈레 도야마에 입단했다. 2021년까지 47경기에 출전하여, 3득점을 넣었다. 2022년 J2리그의 이와테 그루자 모리오카로 이적했다. 2023년 J3리그의 가고시마 유나이티드 FC로 이적했다. 2023년 J3리그 준우승으로 J2리그로 승격했다. 2024년까지 53경기에 출전하여, 2득점을 넣었다. 2025년 오이타 트리니타로 이적했다.